# Megatron
Megatron – transformer należący do Deceptikonów i ich przywódca.
|  |

## Transfomers: Generacja 1
Zarówno w wersji komiksowej jak i w serialu animowanym Megatron jest przywódcą Deceptikonów, który dowodzi nimi zarówno w czasie wojny na Cybertronie jak i po znalezieniu się Transformerów na Ziemi. Megatrona cechuje bezduszność i bezwzględność w dążeniu do celu, jakim jest władza nad światem. Jakkolwiek jest potężnym wojownikiem, nie cofa się też nigdy przed podstępem i wiarołomstwem wobec wrogów i nieraz jest w stanie pokazać wielką przebiegłość. Jego słabością jest natomiast zbytnie uleganie emocjom, które często go zaślepiają, jak również niedocenianie przeciwnika. Mimo swej demonicznej natury posiada pewne specyficzne poczucie honoru wojownika i z respektem odnosi się do tych, których za wojowników uważa.  

## Transformerzy: Cybertron
Megatron jest złym wodzem Deceptikonów, próbuje ukraść Autobotom Szyfr Omegi oraz próbuje zdobyć Cyberklucze. Jest strasznie nerwowy i nieraz bardzo wściekły. Nie dba o swoich ludzi, nie awansuje ich, nawet jak zrobią coś wielkiego dla niego, to i tak nic z tego nie mają. Jednym słowem Megatron wykorzystuje ich, a oni nawet o tym nie wiedzą. Przemienia się on w Armadzie w cybertroński czołg, w Energonie w cybertroński odrzutowiec, a w Cybertronie w cybertrońską wyścigówkę i cybertroński odrzutowiec (jest trójzmienny), może więc i latać, i jeździć. W 1 odcinku "Upadek" pokonał Optimusa i odebrał Autobotom mapę. W 12 odcinku "Statek" mimo sukcesów przegrał bitwę o Szyfr Omegi (sama walka nierozstrzygnięta) i dlatego później próbował go ukraść. Z czasem zdobył to czego pragnął, lecz nie był w stanie jednak go utrzymać. Przedstawiany jest jako transformer dużo potężniejszy od swojego głównego rywala, który pokonuje go jednak przede wszystkimgo dzięki wsparciu innych. Posiadał bardzo potężny pancerz, zdolny przetrzymać zniszczenie całego wymiaru i samoistną regenerację. Otoczony cieniem iskry Unicrona, posiadał moc tworzenia, odnowił pancerz Crumplezone'a i stworzył Nemesis Breaker-a. W 40 odcinku "Gniew" przemienił się on w Galvatrona.